# 卡维永
卡维永（法語：Cavillon，法語發音：[kavijɔ̃]）是法国上法蘭西大區索姆省的一个市镇，属于亚眠区。

## 地理
卡维永（49°55'20"N, 2°5'1"E）面积5.46 平方千米，位于法国上法蘭西大區索姆省，该省份为法国北部沿海省份，北起加来海峡省和北部省，西接滨海塞纳省和大西洋英吉利海峡，南至瓦兹省，东临埃纳省。
与卡维永接壤的市镇（或旧市镇、城区）包括：布里克梅尼勒-弗洛克西库尔、富德里努瓦、勒梅日、瓦西、里安库尔、赛斯瓦勒。

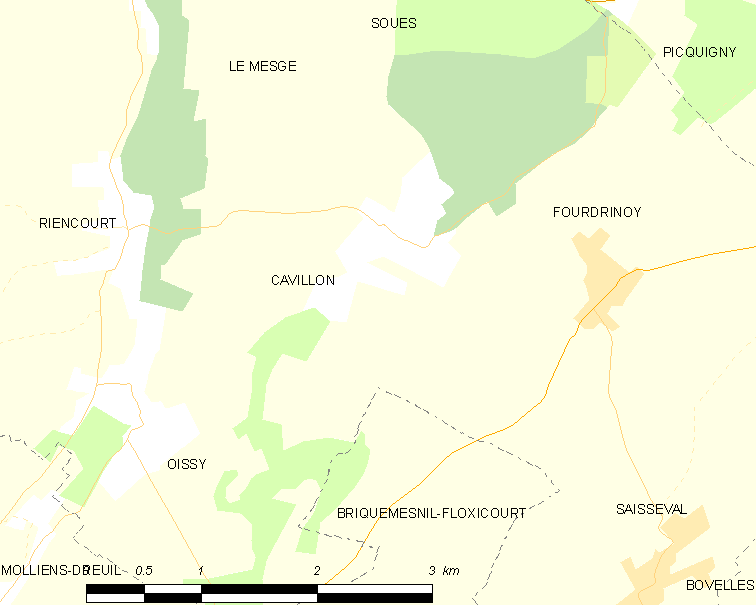
卡维永的OSM定位图

卡维永的时区为UTC+01:00、UTC+02:00（夏令时）。

## 行政
卡维永的邮政编码为80310，INSEE市镇编码为80180。

## 政治
卡维永所属的省级选区为索姆河畔阿伊县。

## 人口

1962-2008年间卡维永人口变化图示

卡维永于2022年1月1日时的人口数量为91人。